# 액세스 소프트웨어
액세스 소프트웨어(Access Software)는 유타주 솔트레이크시티에 위치한 미국의 비디오 게임 개발사이다. 1982년 11월 브루스 카버와 크리스 존스에 의해 설립된 이 기업은 비치 헤드, 링크스, 텍스 머피 시리즈, 레이드 오버 모스코를 개발했다. 액세스 소프트웨어는 1999년 4월 마이크로소프트에 인수된 이후 사명이 두 차례 변경되다가 2004년 10월 테이크투 인터랙티브에 인수된 다음 인디 빌트(Indie Built)라는 이름을 받았다. 2005년 1월, 액세스 소프트웨어는 테이크투의 2K 레이블의 일부가 되었다. 테이크투의 재정 악화로 인해 인디 빌트는 2006년 5월 문을 닫았다.